# Aleksandr Szlichter
Aleksandr Grigorjewicz Szlichter (ros. Александр Григорьевич Шлихтер; ur. 20 sierpnia?/1 września 1869 w Łubniach, zm. 2 grudnia 1940 w Kijowie) – radziecki polityk, ekonomista, ludowy komisarz ds. żywności RFSRR (1917–1918).

## Życiorys
Od 1887 związany z ruchem rewolucyjnym, od 1889 studiował na Oddziale Nauk Przyrodniczych Wydziału Fizyko-Matematycznego Uniwersytetu Charkowskiego, później na Wydziale Medycznym Uniwersytetu Berneńskiego, od 1891 prowadził działalność socjaldemokratyczną na Ukrainie, Uralu i w Samarze. W 1893 aresztowany i skazany na zesłanie do Połtawy, a w 1895 do guberni wołogodzkiej, od 1898 członek SDPRR, w 1909 ponownie aresztowany i zesłany do Wschodniej Syberii, 19 marca 1917 amnestionowany po rewolucji lutowej. W 1917 członek Rady Krasnojarskiej i Środkowosyberyjskiego Biura Obwodowego SDPRR(b), w listopadzie 1917 był komisarzem ds. żywności Moskiewskiego Komitetu Wojskowo-Rewolucyjnego, od 26 do 30 listopada 1917 tymczasowy ludowy komisarz rolnictwa RFSRR, od 2 do 31 grudnia 1917 tymczasowy ludowy komisarz, a od 31 grudnia 1917 do 25 lutego 1918 ludowy komisarz ds. żywności RFSRR. Od marca 1918 nadzwyczajny komisarz żywnościowy Rady Komisarzy Ludowych RFSRR na Syberii i w guberniach wiackiej, permskiej, ufijskiej, tulskiej i kurskiej, od stycznia do sierpnia 1919 ludowy komisarz ds żywności Ukraińskiej SRR.
Od maja 1920 do 1 lutego 1921 przewodniczący Komitetu Wykonawczego Tambowskiej Rady Gubernialnej, w 1921 członek Kolegium Ludowego Komisariatu Spraw Zagranicznych RFSRR i Kolegium Ludowego Komisariatu Handlu Zagranicznego RFSRR, przewodniczący Specjalnej Komisji KC RKP(b) ds. obserwacji ochrony własności państwowej, 1921–1922 przewodniczący Rosyjsko-Fińskiej Komisji ds. Realizacji Traktatu Pokojowego. Od 1 marca 1922 do 23 maja 1923 przedstawiciel dyplomatyczny RFSRR w Austrii, 1924–1927 pełnomocnik Ludowego Komisariatu Spraw Zagranicznych ZSRR przy Radzie Komisarzy Ludowych Ukraińskiej SRR, członek Kolegium tego komisariatu i rektor Komunistycznego Uniwersytetu im. Artioma w Charkowie. Od 16 maja 1924 do 13 czerwca 1938 członek KC KP(b)U, od 17 maja 1924 do 20 listopada 1927 zastępca członka Biura Organizacyjnego KC KP(b)U, od 16 października 1926 do 4 lipca 1937 zastępca członka Biura Politycznego KC KP(b)U, 1927-1929 ludowy komisarz rolnictwa Ukraińskiej SRR, 1930 został członkiem Komunistycznej Akademii przy Centralnym Komitecie Wykonawczym (CIK) ZSRR, 1930-1933 dyrektor Ukraińskiego Instytutu Marksizmu-Leninizmu, 1931-1938 wiceprezydent Akademii Nauk Ukraińskiej SRR. Od 1933 do 16 października 1934 prezydent Wszechukraińskiego Stowarzyszenia Instytutów Marksistowsko-Leninowskich, 1934 został akademikiem Akademii Nauk Białoruskiej SRR, a 1935 doktorem nauk ekonomicznych. Członek Prezydium CIK ZSRR i CIK Ukraińskiej SRR.
Pochowany na Cmentarzu Bajkowa.